# R. Wallut et Cie
R. Wallut et Cie était un constructeur automobile et d'équipement agricole français.

## Histoire de l'entreprise
Raymond Wallut (1858-1940) et Georges Hofmann fondent l'entreprise en 1891. Le bureau-chef était à Paris sur le 168, boulevard de la Villette. En avril 1906, une usine a été ouverte à Montataire. Entre 1911 et 1915, la société a fabriqué des automobiles. En 1912, elle avait des succursales au Maroc. En 1934, la compagnie fusionne avec la compagnie internationale des machines agricoles pour devenir CIMA-Wallut.
R. Wallut et Cie était titulaire et agent français de la firme américaine McCormick Harvesting Machine Company.